# معاملة المثليين في كازاخستان
يواجه الأشخاص من المثليين والمثليات ومزدوجي التوجه الجنسي والمتحولين جنسياً (اختصاراً: مجتمع الميم) في كازاخستان تحديات قانونية واجتماعية لا يواجهها غيرهم من المغايرين جنسيا. يعتبر النشاط الجنسي بين الرجال وبين النساء قانونيا في كازاخستان، ولكن يواجه الأشخاص من مجتمع الميم وصمة عار بين السكان. كما أن المنازل التي يعيش فيها الشركاء المثليون غير مؤهلة للحصول على نفس الحماية القانونية المتاحة للأزواج المغايرين، مع وجود عدة تقارير تتحدث عن مستوى عالي من التمييز والانتهاكات ضد مجتمع الميم.

## قانونية النشاط الجنسي المثلي
يعد النشاط الجنسي المثلي بين الرجال وبين النساء قانونيا في البلاد منذ 1998. يعتبر السن القانوني للنشاط الجنسي 16 عاماً.
كانت المادة رقم 104 من قانون عقوبات كازاخستان تُجرّم المثلية الجنسية قبل عام 1997. ويتبع هذا التشريع للفقرة رقم 121 الموافقة له في الاتحاد السوفيتي، والتي كانت تجرم النشاط الجنسي المثلي بين الرجال.

## الهوية الجندرية والتعبير عنها
سُمح للأفراد المتحولين جنسياً منذ عام 2003 بتغيير جنسهم القانوني على وثائق الهوية الرسمية. كان ينبغي لمن أراد تغيير جنسهم الحصول على تشخيص بحالة «اضطراب الهوية الجندرية» وشملت العملية عدة فحوصات طبية وتقييم نفسي مدته ثلاثين يوماً. أُقرت توجيهات جديدة عام 2011 سمحت بتغيير وثائق الهوية شريطة الخضوع لجراحة إعادة تحديد الجنس والمرور بفحوصات جسدية ونفسية وعلاج هرموني والتعقيم. كما لا يُسمح بتغيير الجنس على وثائق الهوية الرسمية للأشخاص تحت سن 21.

## الخدمة العسكرية
لا يسمح للأشخاص المثليين والمثليات ومزدوجي التوجه الجنسي والمتحولين جنسيا بالخدمة علنا في الجيش.

## حظر الدعاية
أعلن مجلس كازاخستان الدستوري بتاريخ 26 مايو 2015 رفضه لمسودة قانون تحظر «الدعوة للتوجه الجنسي غير التقليدي» معتبراً إياها غير دستورية. وقد رفضها المجلس الدستوري بسبب صياغتها المبهمة. صوّت على مسودة القانون مجلس الشيوخ في شهر فبراير 2015، وأرسلت للرئيس نور سلطان نزارباييف ليوقع عليها. بعدما حصلت على موافقة المجلس. قالت هيومن رايتس ووتش: «عبر رفض مشروع القرار هذا، سجل المجلس الدستوري لكازاخستان سابقةً هامة ضد تبني تشريع يدعو للتمييز.»

## الرأي العام
نشرت بلانيت روميو، وهي شبكة اجتماعية للمثليين، أول مؤشر السعادة للمثليين (GHI) في شهر مايو من عام 2015. وسُئل الرجال المثليون من أكثر من 120 دولة حول شعورهم حيال نظرة مجتمعاتهم للمثلية الجنسية، وكيف يواجهون الطريقة التي يُعاملون بها من قبل أشخاص آخرين ومدى رضاهم عن حياتهم. احتلت كازاخستان المرتبة 118 بنتيجة بلغت 29 على مؤشر السعادة.

## ظروف الحياة
يواجه الأشخاص من الأقليات الجنسية في كازاخستان تمييزاً وأحكاماً مسبقة خلال حياتهم اليومية على أساس التوجه الجنسي والهوية الجندرية. تتمثل المواقف السلبية تجاه المثليين والمثليات ومزدوجي التوجه الجنسي والمتحولين جنسياً من خلال الإقصاء الاجتماعي والتعيير والعنف الذي غالباً ما يُسبب الأذى الجسدي والنفسي لضحاياه. يشعر الكثيرون إلى ضرورة إبقاء توجههم الجنسي سراً عن معظم عائلتهم وأصدقائهم بغية تفادي المخاطر التي يثيرها الأشخاص الذين لا يوافقون على التوجهات الجنسية غير المغايرة جنسياً، يضطر كثير من الأشخاص إلى إبقاء توجههم الجنسي أو هويتهم الجندرية سرا عن معظم معارفهم. تعتبر الغالبية من الضروري بمكان إخفاء توجههم الجنسي أو هويتهم الجندرية من زملائهم في العمل كي يبقوا على وظيفتهم ويتجنبوا العدائية والتمييز من زملائهم ورئيسهم في العمل. غالبا ما تلاقي محاولات تبليغ الشرطة عن العنف النابع نتيجة رهاب المثلية أو رهاب التحول الجنسي مقاومة وعدائية من قبل جانب قوات الأمن والشرطة.
أظهرت دراسة شملت عدة بلدان أجرتها جامعة شيكاغو عام 2011 أن النزعة نحو قبول مجتنم الميم في روسيا وباقي الجمهوريات السوفيتية السابقة سلكت إما منحى بطيئاً أو منحى عكسياً، وهو الاتجاه المخالف لما عليه الحال في كثير من مناطق العالم الأخرى.

### الاحصائيات
وفقًا لاستطلاع عام 2018، أجراه المركز الجمهوري للوقاية من الإيدز ومكافحته ووزارة الصحة الكازاخستانية، كان هناك حوالي 62,000 رجل يمارس الجنس مع رجال آخرين في كازاخستان؛ حوالي 6,000 في ألماتي، و 3,300 في أستانا، و 4,900 في منطقة كراغاندي. ومع ذلك، من المتوقع أن يكون هذا الرقم أعلى، بسبب رهاب المثلية المجتمعي الذي قد يمنع الأفراد من الخروج والإعلان.

## ملخص
| قانونية النشاط الجنسي المثلي                                                                  | (منذ عام 1998)                      |
| المساواة في السن القانوني للنشاط الجنسي                                                       | (منذ عام 1998)                      |
| قوانين مكافحة التمييز في التوظيف                                                              | No                                  |
| قوانين مكافحة التمييز في توفير السلع والخدمات                                                 | No                                  |
| قوانين مكافحة التمييز في جميع المجالات الأخرى (تتضمن التمييز غير المباشر، خطاب الكراهية)      | No                                  |
| قوانين مكافحة أشكال التمييز المعنية بالهوية الجندرية                                          | No                                  |
| زواج المثليين                                                                                 | No                                  |
| الاعتراف القانوني بالعلاقات المثلية                                                           | No                                  |
| تبني أحد الشريكين للطفل البيولوجي للشريك الآخر                                                | No                                  |
| التبني المشترك للأزواج المثليين                                                               | No                                  |
| يسمح للمثليين والمثليات ومزدوجي التوجه الجنسي والمتحولين جنسيا بالخدمة علناً في القوات المسلحة | No                                  |
| الحق بتغيير الجنس القانوني                                                                    | (منذ عام 2003)                      |
| علاج التحويل محظور على القاصرين                                                               | No                                  |
| الحصول على أطفال أنابيب للمثليات                                                              | No                                  |
| الأمومة التلقائية للطفل بعد الولادة                                                           | No                                  |
| تأجير الأرحام التجاري للأزواج المثليين من الذكور                                              | (غير قانوني للأزواج المغايرين كذلك) |
| السماح للرجال الذين مارسوا الجنس الشرجي التبرع بالدم                                          | No                                  |

## وصلات خارجية
- Kok.team: web-site on LGBT agenda in Kazakhstan
- OMOO AS AKTIV  LGBT organization from Ust-Kamenogorsk